# یاکوشوو
یاکوشوو (به لاتین: Jakuszów) یک روستا در لهستان است که در گمینا میوکوویتسه واقع شده‌است.